# Gabrielzinho do Irajá
Gabrielzinho do Irajá, nome artístico de Gabriel Gitahy da Cunha (Rio de Janeiro, 1997) é um cantor, compositor e ator brasileiro.

## Biografia
Nasceu prematuro, com apenas sete meses de gestação, o que ocasionou-lhe diversos problemas de saúde, que o deixaram cego ainda bebê. 
Desde os dois anos de idade demonstrava excepcional talento musical. Quando estudava no Instituto Benjamin Constant, seu talento musical chamou a atenção da autora de telenovelas Glória Perez que, em 2005, o convidou para atuar em América, de sua autoria. A partir de então começou sua carreira musical, lançando o primeiro disco, Ninar meu samba, em 2007. Esta álbum contou com a participação de diversos sambistas renomados.
Em 2012, sua casa foi atingida por um incêndio, que não deixou feridos. Em 2014 lançou seu segundo álbum.
É autor do samba-hino da escola de samba mirim Filhos da Águia. Concorreu com um samba-enredo na Portela para o Carnaval de 2016.
Foi campeão do I Festival de Partido Alto, no Centro Cultural Cartola.